# La sposa di Habaek
La sposa di Habaek (하백의 신부?, Habaek Eui SinbuLR) è un manhwa di Yun Mi-kyung pubblicato in Italia da Flashbook a partire dall'aprile 2008.
Nel 2017 è iniziata la messa in onda di una serie intitolata La sposa di Habaek (하백의 신부 2017?, Habaek Eui Shinbu 2017LR) le cui vicende sono parzialmente ispirate a quelle del fumetto, ma trasposte in epoca moderna.

## Trama
Da anni una terribile siccità prosciuga pozzi e canali rendendo la terra arida e riarsa. Per placare la collera del dio delle acque Habaek, una vergine pura e innocente gli deve essere offerta in sacrificio come sposa. Soa è la prescelta e viene messa in un'imbarcazione, abbandonata alla clemenza del terribile dio. Lasciata in balia delle correnti, essa viene sorpresa da una tempesta e al suo risveglio si ritrova nel magico Paese delle Acque dove sorge la maestosa residenza del dio. Habaek però, non è come tutti lo immaginano e Soa per prima rimane piuttosto sconcertata dal fatto che egli possegga il corpo di un bambino. Ciò che però non sa è che di notte egli muta forma prendendo le sembianze di un affascinante giovane; Tuttavia il dio non le rivela la sua identità e decide di spacciarsi per un parente di Habaek dicendo di esserne il cugino e di chiamarsi Mui. Da qui prenderà il via l'avventura della protagonista alle prese con il misterioso Mui e il suo stravagante marito Habaek, contornata da una serie di personaggi piuttosto buffi come il Dio del Fuoco Judong, la simpatica dea Yohui, l'inquietante dea Mura e la terribile regina madre dell'ovest Yanghuei, dea della morte e delle punizioni nonché madre di Habaek. Ma non sarà solo la metamorfosi continua di Habaek e lo svilupparsi del suo rapporto con Soa il centro della vicenda, ma anche una serie di eventi molto nefasti che sconvolgeranno sin nelle fondamenta il regno degli dei e nella quale entrambi si ritroveranno ad esserne inevitabilmente coinvolti.

## Personaggi
Soa
È la bellissima ragazza protagonista della vicenda, la sciamana del villaggio l'ha scelta come sacrificio per il dio delle acque Habaek, in modo da propiziarsi la pioggia. La stessa sciamana da bambina le aveva detto che nella sua vita avrebbe amato due uomini. Alla sua partenza per il paese delle acque nutrirà sentimenti contrastanti verso la gente che l'ha offerta in sposa al dio; Infatti sentirà come suo dovere sacrificarsi per porre fine alla siccità che ha fatto molte vittime, ma nutrirà comunque un moderato risentimento nei confronti della gente del villaggio, come suo padre che ha contribuito nel farla scegliere come offerta al dio in cambio di denaro, sua madre che non è stata in grado di opporsi al marito in tale gesto e tutti coloro che hanno accettato di buon grado il suo sacrificio per non vedere a propria volta sacrificate le proprie figlie. È dotata di grande forza di volontà in certe circostanze, anche se la maggior parte delle volte sembra avventata o insicura. Ci viene rivelato che ha un legame particolare con Nangbin, la prima moglie di Habaek e per la quale quest'ultimo sembra ancora provare qualcosa rimasto in sospeso.
Habaek/Mui
È il dio delle acque. Di giorno ha le sembianze di un bambino più o meno dell'età della sorellina di Soa, ma di notte si trasforma in un giovane affascinante e un po' sfrontato. È facilmente irritabile, ma la sua collera non dura mai troppo a lungo. La sua condizione è dovuta ad una maledizione che ricevette il giorno in cui la sua prima moglie Nangbin morì in seguito ad un complotto ordito dall'imperatore per assassinarlo. Inizialmente, un po' per divertimento e un po' per metterla alla prova, decide di non rivelare che lui e Mui sono la stessa persona, ma poi con lo sviluppo della trama deciderà di rivelarsi. Si innamorerà di Soa, tuttavia nutrirà ancora dei sentimenti nei confronti della compianta Nangbin e le cose si complicheranno ulteriormente quando l'imperatore porta a conoscenza Habaek del fatto che essa in realtà è ancora viva.
Huye
È il generale di Habaek e la sua guardia del corpo, inizialmente Soa ha scambiato lui per il dio. È molto bravo con l'arco e Habaek si fida ciecamente di lui. Non si sa quasi nulla del suo passato, ma pare che faccia parte della vicenda oscura che ha riguardato Habaek e la sua maledizione. Si scopre in seguito essere il fratello di Nangbin, la prima moglie di Habaek.
Dea Mura
Dea del monte Cheon Gyo. A causa della sua personalità inquietante e dei suoi modi spesso diabolici, è soprannominata da molti "la strega" del monte Cheon Gyo. Vive nel Paese delle Acque come ospite di Habaek; È innamorata di Habaek da molto tempo, prima ancora che lui sposasse Nangbin. A causa di questi suoi sentimenti, sarà responsabile di non poche situazioni spiacevoli nella relazione tra Soa e Habaek.
Judong
Dio del fuoco, anche lui ospite temporaneo di Habaek. Di carattere vivace e curioso, sembra essere amico di vecchia data di Habaek, anche se lui non sembra considerare la cosa reciproca.
Yohui
È la dea sciamana e fa parte degli ospiti del dio Habaek. È dolce, allegra e molto amica di Soa. È dotata del dono della chiaroveggenza ed è in grado di vedere il futuro o possibili sviluppi di esso, cosa che la renderà vittima delle trame dell'imperatore che potendole leggere nella mente, cercherà spesso di usarla a proprio vantaggio per tessere le sue trame.
Taeeuljinin
È un inventore un po' pazzo e filosofo, nonché il più grande medico del mondo dei cieli e (a suo modo) grande amico di Habaek. Sempre alla ricerca di qualche cliente per le sue stravaganti invenzioni, pare che conosca tutti i segreti di Habaek.
Yugo
È il "maestro di casa" della residenza del dio Habaek. In passato educatore della madre di Habaek, ora si occupa di lui e svolge segretamente (Ma a volte non troppo) il ruolo di informatore della madre del dio.
Yanghuei (Regina madre dell'ovest)
È la madre di Habaek, rappresenta la dea della morte e delle punizioni. Dopo aver conosciuto Soa, sembra non avere inizialmente niente da ridire sulla sua relazione con il figlio, salvo poi cambiare idea nello sviluppo della trama; Conosce la storia del passato di Habaek col quale tuttavia, non è rimasta in contatto per molto tempo. È una donna molto bella, ma a volte anche crudele. Ha dei buffi messaggeri alati che recapitano le missive per lei e quando si sposta porta con sé un'intera montagna.
Bangwan
Messaggero dell'imperatore col quale Habaek non va molto d'accordo. Può assumere le sembianze di lupo e porta sempre una maschera raffinata. Svolge meticolosamente tutti gli incarichi che gli vengono affidati dall'imperatore con estrema devozione.
Nangbin
È stata la prima moglie del dio Habaek. Soa ha sovente delle immagini o dei ricordi di lei, stando alle parole dei personaggi, pare che in parte le somigli. Viene detto che Habaek l'amava moltissimo. È un personaggio avvolto dal mistero.

## Origini
La storia del dio Habaek fa parte dei miti più antichi della Corea e narra del dio del grande fiume Yalu.
Due sono le storie che riguardano principalmente questo protagonista: la prima è quella che l'autrice ci racconta in parte attraverso i ricordi del protagonista e di Huye, il suo generale, l'altra, invece, ha come centro della vicenda, oltre ad Habaek, anche le sue tre figlie: Yuhwa, Hweonhwa, e Wuihwa.
Il dio Haemosu, invaghitosi della maggiore delle tre, la rapisce dal Paese delle Acque, scatenando l'ira del padre che lo sfida a duello.
Si ha così uno scontro a colpi di metamorfosi che vede Habaek trasformato in carpa e ferito dal suo rivale, mutatosi in lontra. Successivamente il padre della ragazza si trasforma in un cervo, ma viene catturato da Haemosu cambiatosi in lupo. Per finire, Habaek tenta di tramutarsi in quaglia e Haemosu lo batte diventando un falco.
A questo punto l'augusto genitore acconsente al matrimonio della figlia e manda assieme alla coppia di sposi anche la minore delle tre, Yuhwa che, tuttavia, scappa. Adirato, il padre la caccia allora dal suo regno, condannandola ad una vita mortale. Yuhwa verrà adottata all'interno della famiglia nobile del luogo e, successivamente, grazie alla sua bellezza e alla sua intelligenza, riuscirà anche a sposarne l'erede.